# Hanssonska villan
Hanssonska villan är en byggnad i kvarteret Kullen, Hedemora, Dalarnas län.
Villan uppfördes 1918 av Johan Adolf Brunzell, disponent vid Hedemora Verkstäder, efter ritningar av Lars Kolmodin. År 1963 byggdes huset om till bibliotek och fungerade från samma år som stadsbibliotek fram till 1994, då det nya stadsbiblioteket invigdes. Namnet kommer efter en av ägarna till huset, direktör Henrik Hansson (1879–1952), vilken donerade byggnaden till staden.
Huset är byggt i två våningar med ovanvåningen under ett valmat tak. Källaren är på 170 kvm. Byggmaterialet är tegel och fasaden är putsad i en ljust brun nyans. Garaget byggdes 1920 och ett staket av järn uppfördes 1933. Under några år på 2000-talet höll caféet Två systrar till i huset.
Huset har varit i privat ägo de senaste åren.